# Bundesautobahn 571
Die Bundesautobahn 571 (Abkürzung: BAB 571) – Kurzform: Autobahn 571 (Abkürzung: A 571) – führt vom Autobahndreieck Sinzig an der A 61 an Sinzig-Löhndorf vorbei bis nach Ehlingen im Ortsbezirk Heimersheim in Bad Neuenahr-Ahrweiler.
Die A 571 war ursprünglich zur Anbindung der A 61 an die geplante A 31 vorgesehen. Da diese Planungen nie umgesetzt wurden, existiert von dem geplanten Autobahndreieck Bad Bodendorf lediglich eine Schleife, die auf die vierspurig ausgebaute B 266 führt. Der Abschnitt bis Ehlingen ist lediglich als Kraftfahrstraße beschildert. Die Anschlussstellen Ehlingen und Löhndorf sind nur als Halbanschlussstellen ausgebaut.
Heute dient die lediglich 2,9 km lange A 571 als Zubringer zur A 61 für Bad Neuenahr-Ahrweiler und Sinzig im nördlichen Rheinland-Pfalz.
Beim Hochwasser in West- und Mitteleuropa 2021 wurde die Bundesautobahn 571 stark beschädigt.